# Malthinus kumejimensis
Malthinus kumejimensis es una especie de coleóptero de la familia Cantharidae.

## Distribución geográfica
Habita en Japón.